# Belvosia naccina
Belvosia naccina är en tvåvingeart som beskrevs av Henry J. Reinhard 1975. Belvosia naccina ingår i släktet Belvosia och familjen parasitflugor. Inga underarter finns listade i Catalogue of Life.